# Александрова, Ульяна Владимировна
Ульяна Владимировна Александрова (род. 1 января 1991) — российская легкоатлетка, специалистка по многоборьям. Выступала на профессиональном уровне в 2009—2016 годах, победительница Кубка Европы в командном зачёте, чемпионка России в пятиборье в помещении, многократная призёрка первенств всероссийского значения. Представляла Кемеровскую и Московскую области. Мастер спорта России международного класса.

## Биография
Ульяна Александрова родилась 1 января 1991 года. Занималась лёгкой атлетикой в Кемерово в Областной специализированной детско-юношеской спортивной школе олимпийского резерва Кузбасса по лёгкой атлетике имени В. А. Савенкова, проходила подготовку под руководством заслуженного тренера России Анатолия Михайловича Канашевича. Позднее также выступала за Центр олимпийских видов спорта Московской области и была подопечной тренера Евгения Иванова.
Впервые заявила о себе в сезоне 2009 года, когда в пятиборье одержала победу на юниорских всероссийских соревнованиях в Кемерово.
В 2010 году вновь выиграла юниорские всероссийские соревнования в Кемерово, в семиборье получила серебро на юниорском чемпионате России в Чебоксарах, выступила на международном турнире в Италии.
В 2011 году была седьмой на зимнем чемпионате России в Пензе, участвовала в летнем чемпионате России в Чебоксарах.
В 2012 году в пятиборье стала шестой на зимнем чемпионате России в Москве и четвёртой на Кубке России в Белгороде, в семиборье показала шестой результат на Кубке России в Адлере и седьмой результат на летнем чемпионате России в Чебоксарах.
В 2013 году в пятиборье выиграла бронзовую медаль на зимнем чемпионате России в Волгограде, с личным рекордом в 4470 очков победила на Кубке России в Белгороде. В семиборье взяла бронзу на летнем чемпионате России в Чебоксарах, получила серебро на командном чемпионате России в Адлере, тогда как на Кубке Европы по легкоатлетическим многоборьям в Таллине стала девятой и второй в личном и командном зачётах соответственно.
В 2014 году добавила в послужной список серебряную награду, выигранную на командном чемпионате России в Адлере.
В 2015 году в семиборье с личным рекордом в 5995 очков взяла бронзу на Кубке России в Адлере, получила серебро на чемпионате России в Чебоксарах. В составе российской сборной принимала участие в Кубке Европы по легкоатлетическим многоборьям в Обане — с результатом 5963 стала четвёртой в личном зачёте семиборья и тем самым помогла своим соотечественникам выиграть общий командный зачёт.
В 2016 году в пятиборье одержала победу на зимнем чемпионате России в Смоленске и по окончании сезона завершила спортивную карьеру.
За выдающиеся спортивные достижения удостоена почётного звания «Мастер спорта России международного класса».